# Гелон (міфологія)
Гело́н (дав.-гр. Γελωνός) — персонаж античної міфології, середній син Геракла і Єхидни, брат Агатирса і Скита. Прабатько елінізованого скитського народу гелонів.
Легенду про нього повідомляє Геродот за переказами греків з Понту-Евксину. Згідно з ними, Геракл, подорожуючи під час пошуків Геріона, провів ніч у Скитії. Коли він прокинувся, його коня не було. Але Єхидна, напівжінка-напівзмія, яка жила неподалік, пообіцяла повернути його, якщо герой розділить з нею ліжко. Від цього союзу народилося троє синів: старший Агатирс, середній Гелон і молодший Скит. Перед тим, як піти, Геракл залишив Єхидні лук і пас із дорученням, щоб його сини, коли досягнуть повноліття, спробували його напнути і підперезатися батьківським поясом: і там залишиться тільки найсильніший, іншим доведеться осісти в інших країнах. Агатирс і Гелон зазнають невдачі, а Скит досяг успіху в змаганні, таким чином давши своє ім’я країні (Скитія) і людям, які в ній мешкали (скити). 
Гелон, разом з Агатирсом був вигнаний матір'ю зі Скитії, не впоравшись з умовою, яку поставив їм Геракл — напнути батьківський лук і підперезатися батьківським поясом. За іншою версією, батьком Гелона і його братів був Зевс, при цьому братам треба було підняти золоті предмети, що впали з неба. Це зумів зробити тільки Скит.
Агатирс дав назву одному сарматському народу агатирсів, Гелон — був епонімом міста Гелона та народу гелонів.